# Soissons (quận)
Quận Soissons là một quận của Pháp, nằm ở tỉnh Aisne, ở vùng Hauts-de-France. Quận này có 7 tổng và 159 xã. 

## Các đơn vị hành chính

### Các tổng
Các tổng của quận Soissons là: 
1. Braine
2. Oulchy-le-Château
3. Soissons-Nord
4. Soissons-Sud
5. Vailly-sur-Aisne
6. Vic-sur-Aisne
7. Villers-Cotterêts

### Các xã
Các xã của quận Soissons, and their INSEE codes là: 
| 1. Acy (02003)                        | 2. Aizy-Jouy (02008)             | 3. Allemant (02010)               |
| 4. Ambleny (02011)                    | 5. Ambrief (02012)               | 6. Ancienville (02015)            |
| 7. Arcy-Sainte-Restitue (02022)       | 8. Augy (02036)                  | 9. Bagneux (02043)                |
| 10. Bazoches-sur-Vesles (02054)       | 11. Belleu (02064)               | 12. Berny-Rivière (02071)         |
| 13. Berzy-le-Sec (02077)              | 14. Beugneux (02082)             | 15. Bieuxy (02087)                |
| 16. Billy-sur-Aisne (02089)           | 17. Billy-sur-Ourcq (02090)      | 18. Blanzy-lès-Fismes (02091)     |
| 19. Braine (02110)                    | 20. Braye (02118)                | 21. Brenelle (02120)              |
| 22. Breny (02121)                     | 23. Bruys (02129)                | 24. Bucy-le-Long (02131)          |
| 25. Buzancy (02138)                   | 26. Celles-sur-Aisne (02148)     | 27. Cerseuil (02152)              |
| 28. Chacrise (02154)                  | 29. Chassemy (02167)             | 30. Chaudun (02172)               |
| 31. Chavignon (02174)                 | 32. Chavigny (02175)             | 33. Chavonne (02176)              |
| 34. Chivres-Val (02190)               | 35. Chéry-Chartreuve (02179)     | 36. Ciry-Salsogne (02195)         |
| 37. Clamecy (02198)                   | 38. Cœuvres-et-Valsery (02201)   | 39. Condé-sur-Aisne (02210)       |
| 40. Corcy (02216)                     | 41. Courcelles-sur-Vesle (02224) | 42. Courmelles (02226)            |
| 43. Couvrelles (02230)                | 44. Coyolles (02232)             | 45. Cramaille (02233)             |
| 46. Crouy (02243)                     | 47. Cuffies (02245)              | 48. Cuiry-Housse (02249)          |
| 49. Cuisy-en-Almont (02253)           | 50. Cutry (02254)                | 51. Cys-la-Commune (02255)        |
| 52. Dampleux (02259)                  | 53. Dhuizel (02263)              | 54. Dommiers (02267)              |
| 55. Droizy (02272)                    | 56. Faverolles (02302)           | 57. Filain (02311)                |
| 58. Fleury (02316)                    | 59. Fontenoy (02326)             | 60. Glennes (02348)               |
| 61. Grand-Rozoy (02665)               | 62. Haramont (02368)             | 63. Hartennes-et-Taux (02372)     |
| 64. Jouaignes (02393)                 | 65. Juvigny (02398)              | 66. Laffaux (02400)               |
| 67. Largny-sur-Automne (02410)        | 68. Launoy (02412)               | 69. Laversine (02415)             |
| 70. Le Plessier-Huleu (02606)         | 71. Lesges (02421)               | 72. Leury (02424)                 |
| 73. Lhuys (02427)                     | 74. Limé (02432)                 | 75. Longpont (02438)              |
| 76. Longueval-Barbonval (02439)       | 77. Louâtre (02441)              | 78. Maast-et-Violaine (02447)     |
| 79. Margival (02464)                  | 80. Mercin-et-Vaux (02477)       | 81. Merval (02479)                |
| 82. Missy-aux-Bois (02485)            | 83. Missy-sur-Aisne (02487)      | 84. Mont-Notre-Dame (02520)       |
| 85. Mont-Saint-Martin (02523)         | 86. Montgobert (02506)           | 87. Montgru-Saint-Hilaire (02507) |
| 88. Montigny-Lengrain (02514)         | 89. Morsain (02527)              | 90. Mortefontaine (02528)         |
| 91. Muret-et-Crouttes (02533)         | 92. Nampteuil-sous-Muret (02536) | 93. Nanteuil-la-Fosse (02537)     |
| 94. Neuville-sur-Margival (02551)     | 95. Noroy-sur-Ourcq (02557)      | 96. Nouvron-Vingré (02562)        |
| 97. Noyant-et-Aconin (02564)          | 98. Oigny-en-Valois (02568)      | 99. Osly-Courtil (02576)          |
| 100. Ostel (02577)                    | 101. Oulchy-la-Ville (02579)     | 102. Oulchy-le-Château (02580)    |
| 103. Paars (02581)                    | 104. Parcy-et-Tigny (02585)      | 105. Pargny-Filain (02589)        |
| 106. Pasly (02593)                    | 107. Perles (02597)              | 108. Pernant (02598)              |
| 109. Ploisy (02607)                   | 110. Pommiers (02610)            | 111. Pont-Arcy (02612)            |
| 112. Presles-et-Boves (02620)         | 113. Puiseux-en-Retz (02628)     | 114. Quincy-sous-le-Mont (02633)  |
| 115. Ressons-le-Long (02643)          | 116. Retheuil (02644)            | 117. Rozières-sur-Crise (02663)   |
| 118. Révillon (02646)                 | 119. Saconin-et-Breuil (02667)   | 120. Saint-Bandry (02672)         |
| 121. Saint-Christophe-à-Berry (02673) | 122. Saint-Mard (02682)          | 123. Saint-Pierre-Aigle (02687)   |
| 124. Saint-Rémy-Blanzy (02693)        | 125. Saint-Thibaut (02695)       | 126. Sancy-les-Cheminots (02698)  |
| 127. Septmonts (02706)                | 128. Serches (02711)             | 129. Sermoise (02714)             |
| 130. Serval (02715)                   | 131. Soissons (02722)            | 132. Soucy (02729)                |
| 133. Soupir (02730)                   | 134. Taillefontaine (02734)      | 135. Tannières (02735)            |
| 136. Tartiers (02736)                 | 137. Terny-Sorny (02739)         | 138. Vailly-sur-Aisne (02758)     |
| 139. Vasseny (02763)                  | 140. Vaudesson (02766)           | 141. Vauxbuin (02770)             |
| 142. Vauxcéré (02771)                 | 143. Vauxrezis (02767)           | 144. Vauxtin (02773)              |
| 145. Venizel (02780)                  | 146. Vic-sur-Aisne (02795)       | 147. Viel-Arcy (02797)            |
| 148. Vierzy (02799)                   | 149. Ville-Savoye (02817)        | 150. Villemontoire (02804)        |
| 151. Villeneuve-Saint-Germain (02805) | 152. Villers-Cotterêts (02810)   | 153. Villers-Hélon (02812)        |
| 154. Villers-en-Prayères (02811)      | 155. Vivières (02822)            | 156. Vregny (02828)               |
| 157. Vuillery (02829)                 | 158. Vézaponin (02793)           | 159. Épagny (02277)               |